# Capella de Sant Roc del cementiri municipal d'Albesa
La Capella de Sant Roc del cementiri municipal d'Albesa és una obra d'Albesa (Noguera) inclosa a l'Inventari del Patrimoni Arquitectònic de Catalunya.

## Descripció
Capella d'una sola nau i planta rectangular amb absis pla. Presenta a la façana curiosa decoració de línies de rajoles (rajola valenciana). Porta amb arc de mig punt i òcul damunt. Senzill campanar amb curiosa cupuleta, rematada amb pinacle trencat.
Trobem a la capella lateral de l'església parroquial un retaule de la Verge del Roser d'estil gòtic, del segle xiv. El seu estat de conservació és bo.

## Història
La capella de Sant Roc es troba pràcticament dins del cementiri, tan sols la façana està fora, com un bocí més de paret de Cementiri. Actualment es troba fora de culte, ja que el seu interior està molt malament, anys enrere se celebraven misses per Sant Roc i també alguna per els difunts.